# Pilea subamplexicaulis
Pilea subamplexicaulis är en nässelväxtart som beskrevs av Ellsworth Paine Killip. Pilea subamplexicaulis ingår i släktet pileor, och familjen nässelväxter. Inga underarter finns listade i Catalogue of Life.